# یونکرس ئی‌اف ۱۲۸
یونکرس ئی‌اف ۱۲۸ (به انگلیسی: Junkers EF 128) یک هواگرد ساختِ کارخانهٔ یونکرس در کشور آلمان است. نخستین استفاده‌کنندهٔ این هواپیما نیروی هوایی آلمان نازی بوده‌است.